# NGC 7262
NGC 7262 је лентикуларна галаксија у сазвежђу Јужна риба која се налази на NGC листи објеката дубоког неба.
Деклинација објекта је - 32° 21' 53" а ректасцензија 22h 23m 28,4s. Привидна величина (магнитуда) објекта NGC 7262 износи 13,8 а фотографска магнитуда 14,8. NGC 7262 је још познат и под ознакама ESO 405-17, PGC 68737.